# Gerard Edelinck

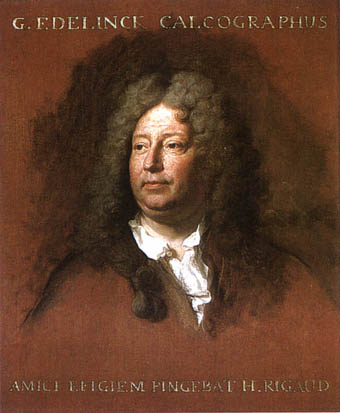
Portret van Gerard Edelinck door Hyacinthe Rigaud

Gérard Edelinck (Antwerpen, 20 oktober 1640 - Parijs, 2 april 1707) was een Zuid-Nederlands graveur. 

## Leven
Edelinck leerde het ambacht van Gaspar Huybrechts (1619–1684) en van Cornelius Galle de Jonge. In 1666 ging hij naar Parijs naar Nicolas Pitau (1632-1671). Daar perfectioneerde hij zijn vaardigheden onder de leiding van François de Poilly, Robert Nanteuil en Philippe de Champaigne . 
Meer dan 400 werken van Edelinck zijn bekend. Hij maakte portretten van onder meer Le Brun, Champaigne, Colbert, Descartes, Dryden, La Fontaine, Nateuil en Rigaud. 
In 1677 werd hij lid van de Académie royale de peinture et de sculpture. 
Edelincks jongere broer Jan (1643-1680) en zijn zoon Nicolas (1681-1767) waren ook graveurs. 